# Dorian Grays Portræt
Dorian Grays Portræt ist eine dänische Literaturverfilmung von Axel Strøm aus dem Jahr 1910. Sie war die erste filmische Adaption des Romans Das Bildnis des Dorian Gray von Oscar Wilde.

## Handlung
Dorian Gray ist ein junger, gebildeter Mann von schönem Äußerem, der zudem großen Charme besitzt. Bei einem Freund, der Maler ist, gibt Dorian Gray sein Porträt in Auftrag. Über den Maler lernt er Lord Henry kennen, der schon bald einen schlechten Einfluss auf ihn ausübt. Bei einem Treffen mit dem Maler und Dorian Gray bewundert Lord Henry das entstandene Gemälde Dorian Grays und bedauert, dass so viel Schönheit vergehen wird. Auch Dorian Gray ist nun betrübt, dass er nie wieder so jung wie auf dem Bild erscheinen wird. Er meint, dass er – wenn er könnte – lieber immer so jung wie auf dem Bild bleiben würde, während das Bild für ihn altern solle. Lord Henry setzt einen teuflischen Plan in die Realität um.
Er bringt Dorian Gray mit einer Schauspielerin zusammen. Dorian Gray verliebt sich in sie, verlässt sie jedoch, als ihr schlechtes Spiel das Publikum zu Beschimpfungen hinreißt und er sich daraufhin in seiner Eitelkeit verletzt sieht. Am nächsten Tag entdeckt Dorian Gray auf seinem Porträt einen bösen Gesichtsausdruck und lässt das Bild fortbringen. In der Folgezeit lebt Dorian Gray immer hemmungsloser und bald spricht ganz London von seinen Exzessen. Sein Freund, der Maler, redet ihm ins Gewissen, doch wird er von Dorian Gray abgewiesen. Als er in ihn drängt und ihn nach seinem Gewissen fragt, tötet Dorian Gray ihn in Rage.
Nach 18 Jahren hat Dorian Gray immer noch sein schönes Äußeres, ist innerlich jedoch verkommen. Er verbringt seine Zeit in Opiumhöhlen und Spelunken, wo er sich dem Alkohol hingibt. Hier findet ihn eines Tages ein Matrose. Er ist der Bruder der Schauspielerin, mit der Dorian Gray ein Verhältnis hatte. Sie nahm sich nach der Trennung das Leben und ihr Bruder macht nun Dorian Gray für ihren Tod verantwortlich. Dorian Gray eilt nach Hause und zu seinem Porträt. Im hässlichen und verzerrten Ausdruck seines Porträts erkennt er mit Schrecken sein gesamtes lasterhaftes Leben und will das Gemälde daraufhin zerschneiden. Er tötet sich selbst, als er das Bild trifft. Erst jetzt wechseln Bild und Abgebildeter ihr Aussehen: Während der Tote alt und hässlich wird, zeigt das Gemälde Dorian Gray in Jugend und Schönheit.

## Produktion
Dorian Grays Portræt gilt als erste filmische Umsetzung des Oscar Wilde’schen Romans Das Bildnis des Dorian Gray. Es war zudem das Filmdebüt von Valdemar Psilander. Der Film hat eine Länge von 475 Metern, was bei 24 Bildern/s einer Dauer von rund 17 Minuten entspricht.
Der Film erlebte am 6. Oktober 1910 seine dänische Erstaufführung. Premierenkino war dabei das Panoptikum.